# Hugh Segal
Pour les articles homonymes, voir Segal.
Hugh Segal (né le 13 octobre 1950 à Montréal (Québec) et mort le 9 août 2023 à Kingston (Ontario)) est un sénateur et stratège politique canadien. 
Il a joué un rôle important dans l'élection fédérale canadienne de 2006 qui a mené à l'élection du Parti conservateur du Canada et de Stephen Harper au poste de premier ministre du Canada.

## Carrière politique
Hugh Segal termina deuxième derrière Joe Clark en 1998 lors du congrès à la direction du Parti progressiste-conservateur. Il avait également envisagé de se porter candidat à la direction du parti en 1993, lorsqu'il était directeur de cabinet du premier ministre Brian Mulroney.
La carrière politique de Hugh Segal date de plusieurs décennies. Il a été inspiré par une visite du premier ministre John Diefenbaker à son école secondaire de Montréal au début des années 1960. Il est diplômé de l'Université d'Ottawa. Il a été aide au chef de l'opposition progressiste-conservateur Robert Stanfield au début des années 1970, alors qu'il était toujours étudiant universitaire. À l'âge de 21 ans, il tente de se faire élire à la Chambre des communes du Canada lors des élections générales de 1972. Il est de nouveau défait en 1974.
Membre du Big Blue Machine, Hugh Segal est un assistant du premier ministre ontarien progressiste-conservateur Bill Davis dans les années 1970 et 1980 et est nommé sous-ministre à l'âge de 29 ans. Dans les années 1980 et 1990, Segal devient célèbre pour son esprit et son exubérance et est recherché en tant qu'expert politique à la télévision. Segal écrit également des livres et des chroniques journalistiques, enseigne à l'École des études politiques et l'École des affaires à l'université Queen's à Kingston, et sert également en tant que président de l'Institut de recherche en politiques publiques, un groupe d'experts montréalais. Dans le secteur privé, Ségal a été cadre dans les milieux de la publicité, la brasserie et les services financiers.
En 2003, Hugh Segal est fait Membre de l'Ordre du Canada. Il est nommé au Sénat du Canada en 2005. Segal sert en tant que coprésident de la campagnie de 2005-2006 du Parti conservateur. Il visite plus de 30 districts électoraux et on lui attribue une certaine modération de l'image de Stephen Harper.

## Philosophie politique
Hugh Segal épouse une forme de conservatisme modérée qui a peu à voir avec le thatcherisme britannique ou le néo-conservatisme américain. Il est un Red Tory dans la tradition de Benjamin Disraeli et sir John A. Macdonald. Cette philosophie politique accorde la priorité au bien commun et prône l'harmonie sociale entre les classes. L'accent porte sur l'ordre, le bon gouvernement et la responsabilité mutuelle. Les droits et libertés individuelles ne sont pas considérées comme absolues. Dans son livre, Beyond Greed: A Traditional Conservative Confronts Neo-Conservative Excess (Toronto: Stoddart, 1997), Hugh Segal cherche à différencier ce qu'il appelle les conservateurs « traditionnels » des néo-conservateurs, notamment ceux aux États-Unis.
Dans ses mémoires intitulés No Surrender et publiés en 1996, Hugh Segal écrit en page 225 : « Les progressistes-conservateurs ne peuvent épouser le défaitisme nihiliste qui se fait passer pour une polémique néo-conservatrice appuyant la liberté et le désengagement individuel. »  Il déplore de plus le « conservatisme fast-food à l'Américaine » . Dans un discours prononcé au Club national de la presse le 21 juin 1995, Hugh Segal dénonça la « nature égoiste et sans but de la révolution américaine — qui avait plus à voir avec l'intéret personnel, l'opportunité mercantile, et les détails de la collecte des impôts qu'il n'avait avec la tolérance ou la liberté. »
Hugh Segal s'opposa à l'imposition de la Loi des mesures de guerre par le premier ministre Pierre Trudeau durant la crise d'octobre de 1970 sur la base des libertés civiles. Il favorise le renforcement militaire du Canada et l'encouragement des investissements, tout en maintenant un fort filet de sécurité sociale. Sa proposition en 1998 de réduire la Taxe sur les produits et services de 7 % à 6 % (et puis 5 %) a été adoptée par Stephen Harper en 2005.

## Source
- (en) Cet article est partiellement ou en totalité issu de l’article de Wikipédia en anglais intitulé « Hugh Segal » (voir la liste des auteurs).